# 145
145（百四十五、ひゃくよんじゅうご）は自然数、また整数において、144の次で146の前の数である。

## 性質
- 145は合成数であり、約数は 1, 5, 29, 145 である。
  - 約数の和は180。
- 49番目の半素数である。1つ前は143、次は146。
- 145 = 1! + 4! + 5!
  - このような性質を持つ自然数は他に1、2、40585のみである。(オンライン整数列大辞典の数列 A014080)
- 145 = 122 + 12 = 82 + 92
  - 異なる2つの平方数の和で表せる42番目の数である。1つ前は137、次は146。(オンライン整数列大辞典の数列 A004431)
  - 2通りの平方数の和で表せる6番目の数である。1つ前は130、次は170。
  - 145 = 82 + 92
    - n = 8 のときの n2 + (n + 1)2 の値とみたとき1つ前は113、次は181。(オンライン整数列大辞典の数列 A001844)
    - 9番目の中心つき四角数である。
    - n = 2 のときの 8n + 9n の値とみたとき1つ前は17、次は1241。(オンライン整数列大辞典の数列 A074624)
- 145 = 34 + 43
  - 7番目のレイランド数である。1つ前は100、次は177。
  - n = 3 のときの nn+1 + (n + 1)n の値とみたとき1つ前は17、次は1649。(オンライン整数列大辞典の数列 A051442)
  - n = 4 のときの 3n + n3 の値とみたとき1つ前は54、次は368。(オンライン整数列大辞典の数列 A001585)
  - n = 3 のときの 4n + n4 の値とみたとき1つ前は32、次は512。(オンライン整数列大辞典の数列 A001589)
- 10番目の五角数である。1つ前は117、次は176。
  - 145 = 10 + 11 + 12 + 13 + 14 + 15 + 16 + 17 + 18 + 19
- 1/145 = 0.00689655172413793103448275862… (下線部は循環節で長さは28)
  - 逆数が循環小数になる数で循環節が28になる5番目の数である。1つ前は116、次は174。
- 145 = 32 + 62 + 102
  - 3連続三角数の平方和で表せる2番目の数である。1つ前は46、次は361。
  - 3つの平方数の和1通りで表せる56番目の数である。1つ前は144、次は157。(オンライン整数列大辞典の数列 A025321)
  - 異なる3つの平方数の和1通りで表せる45番目の数である。1つ前は142、次は147。(オンライン整数列大辞典の数列 A025339)
- 各位の和が10になる14番目の数である。1つ前は136、次は154。
- 各位の積が各位の和の2倍になる5番目の数である。1つ前は138、次は154。(オンライン整数列大辞典の数列 A062034)
- 各位の平方和が42になる最小の数である。次は154。(オンライン整数列大辞典の数列 A003132)
  - 各位の平方和が n になる最小の数である。1つ前の41は45、次の43は335。(オンライン整数列大辞典の数列 A055016)
- 各位の立方和が190になる最小の数である。次は154。(オンライン整数列大辞典の数列 A055012)
  - 各位の立方和が n になる最小の数である。1つ前の189は45、次の191は1145。(オンライン整数列大辞典の数列 A165370)
- 145 = 9 × 24 + 1
  - 16番目のプロス数である。1つ前は129、次は161。
- 145 = 122 + 1
  - n = 2 のときの 12n + 1 の値とみたとき1つ前は13、次は1729。(オンライン整数列大辞典の数列 A178248)
  - n = 12 のときの n2 + 1 の値とみたとき1つ前は122、次は170。(オンライン整数列大辞典の数列 A002522)
- 145 = 33 + 33 + 33 + 43
  - 4つの正の数の立方数の和で表せる31番目の数である。1つ前は144、次は149。(オンライン整数列大辞典の数列 A003327)
- 145 = 53 + 52 − 5
  - n = 5 のときの n3 + n2 − n の値とみたとき1つ前は76、次は246。(オンライン整数列大辞典の数列 A085490)
- 145 = 5! + 52
  - n = 5 のときの n! + n2 の値とみたとき1つ前は40、次は756。(オンライン整数列大辞典の数列 A004664)
- 145 = 172 − 144
  - n = 17 のときの n2 − 122 の値とみたとき1つ前は112、次は180。(オンライン整数列大辞典の数列 A132766)

## その他145に関連すること
- 西暦145年
- 紀元前145年
- 国鉄145系電車
  - その他の145系
- 年始から数えて145日目は5月25日、閏年は5月24日。
- 第145代ローマ教皇はベネディクトゥス9世（在位：1032年～1044年）である。
- ホンダ・145